# Theodore Racing

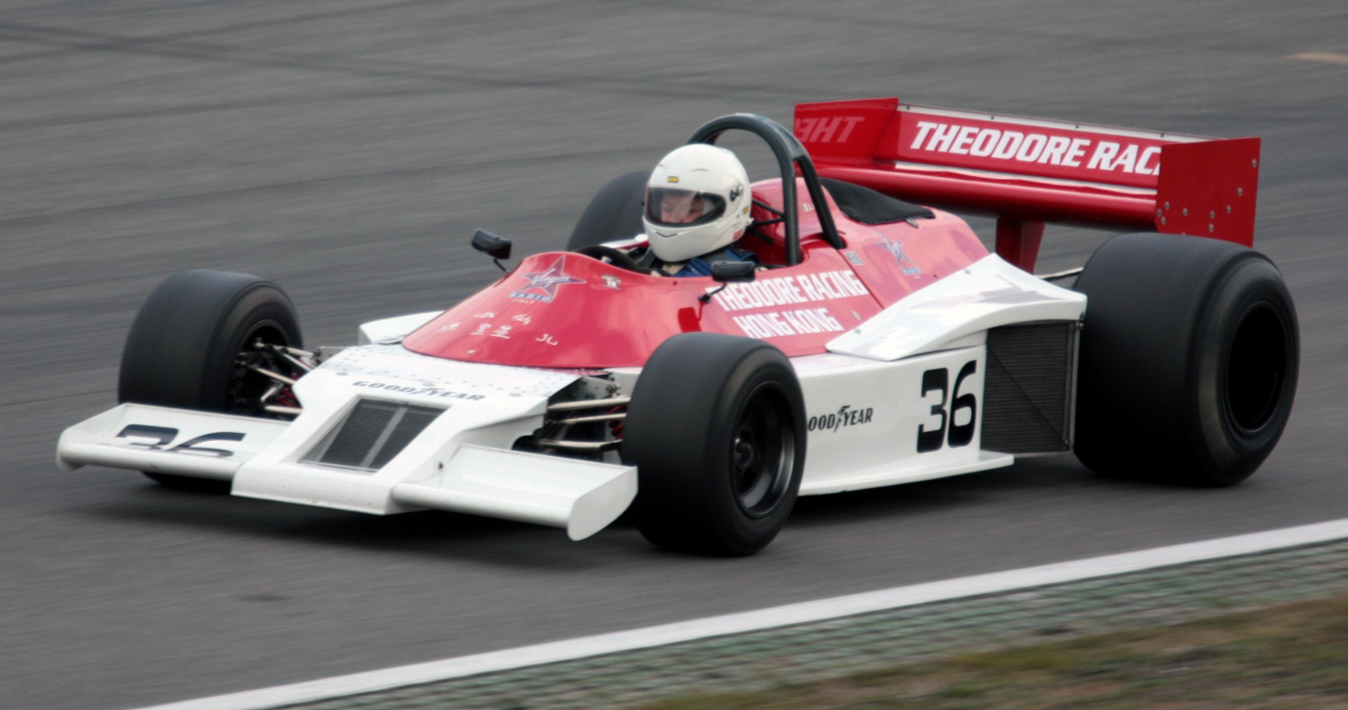
Theodore TR1 z roku 1978

Theodore Racing (徳利賽車隊香港) byl tým Formule 1 z HongKongu, založený milionářem Teddy Yipem. Zúčastnil se 63 velkých cen v rámci Formule 1. V královně motorsportu jezdili mezi lety 1977 až 1983 s přestávkou v roce 1980. Během těchto let jezdili s motorem Ford Cosworth DFV 3.0 V8. Theodore Racing pokračuje v závodění i nadále, ale v jiných soutěžích: Formule 2, Formule 3, různé závody Formule 4 a Macau Grand Prix.

## Jezdci týmu ve Formuli 1
- Patrick Tambay
- Eddie Cheever
- Keke Rosberg
- Marc Surer
- Derek Daly
- Jan Lammers
- Geoff Lees
- Tommy Byrne
- Roberto Guerrero
- Johnny Cecotto